# Luiz Altamir Melo
Luiz Altamir Lopes Melo (Boa Vista, 9 de maio de 1996) é um nadador brasileiro.

## Trajetória esportiva

### 2013–16
Luiz Altamir participou do Campeonato Mundial Júnior de Natação de 2013, realizado em Dubai, e terminou em quinto lugar nos 200 metros borboleta, sexto no revezamento 4x200 metros livre, oitavo nos 200 metros livre e décimo nos 400 metros livre.
Nos Jogos Olímpicos da Juventude de 2014 em Nanquim, na China, ganhou a medalha de prata no revezamento 4x100 metros livre misto, junto com Natalia de Luccas, Matheus Santana e Giovanna Diamante. Também terminou em quinto lugar nos 200 metros borboleta, e sétimo lugar nos 200 metros livre e nos 400 metros livre.
Em 2015, Luiz Altamir conquistou a medalha de ouro nos Jogos Pan-Americanos de 2015 em Toronto, na prova de 4x200 metros livre, onde ele quebrou o recorde do Pan, com o tempo de 7m11s15, junto com João de Lucca, Thiago Pereira e Nicolas Oliveira.
No Campeonato Mundial de Esportes Aquáticos de 2015 em Kazan, na Rússia, terminou em 15º lugar nos 4x200 metros livre, junto com João de Lucca, Thiago Pereira e Nicolas Oliveira.
No Open realizado em Palhoça em dezembro de 2015, obteve classificação para os Jogos Olímpicos de Verão de 2016, nos 400 metros livre, com o tempo de 3m50s32 (apenas 0,7 segundo acima do recorde sul-americano da prova).

### Jogos Olímpicos de 2016
Nos Jogos Olímpicos de Verão de 2016, ele terminou em 15º no 4x200m livres, e 32º nos 400m livres.

### 2017–20
No Campeonato Pan-Pacífico de Natação de 2018 em Tóquio, Japão, ele terminou em 4º nos 4x200m livres, 8º nos 200m livres e 19º nos 400m livres.
No Campeonato Mundial de Piscina Curta de 2018 em Hangzhou, China, Luiz Altamir Melo, juntamente com Fernando Scheffer, Leonardo Coelho Santos e Breno Correia, surpreenderam o mundo ao conquistar a medalha de ouro no revezamento 4 × 200 metros livres, batendo o recorde mundial, com um tempo de 6m46s81. O revezamento foi composto unicamente por jovens entre 19 a 23 anos, e não era favorito ao ouro.
No Campeonato Mundial de Esportes Aquáticos de 2019, em Gwangju, na Coréia do Sul, a equipe brasileira do 4 × 200 metros livres, agora com João de Lucca no lugar de de Leonardo Coelho Santos, baixou o recorde sul-americano em quase 3 segundos, com o tempo de 7m07s12, nas eliminatórias da prova. Eles terminaram em 7º, com um tempo de 7m07s64 na final. Foi a primeira vez que o revezamento 4x200m livres do Brasil se classificou para a final do Campeonato Mundial, e o resultado qualificou o Brasil para os Jogos Olímpicos de Tóquio 2020.  Ele também terminou em 13º nos 200m borboleta, e 15º nos 400m livres.
Nos Jogos Pan-Americanos de 2019, realizados em Lima, Peru, ele conquistou uma medalha de ouro nos 4 × 200 m livres, quebrando o recorde dos Jogos Pan-Americanos; uma prata nos 4x100m medley, por participar das eliminatórias da prova; e um bronze nos 400m livres. Ele também terminou em 4º lugar nos 200m borboleta.

### 2021
No ano de 2021, o atleta acabou se transferindo para o Ideal Clube, clube localizado na cidade de Fortaleza-Ceará. No mesmo ano, participou dos Jogos Olímpicos de Tóquio 2020, adiado devido a Pandemia de COVID-19, na prova de revezamento 4 x 200 m nado livre.